# 文昌路街道 (莱州市)
文昌路街道，是中华人民共和国山東省烟台市莱州市下辖的一个乡镇级行政单位。

## 行政区划
文昌路街道下辖以下地区：
东南隅社区、西南隅社区、南关社区、东升社区、东北隅社区、塔埠社区、东关社区、北关社区、东庄头社区、西庄头社区、西北隅社区、东小区社区、北小区社区、龙泉园社区、光州东路社区、府前街社区、府前东街社区、教育路社区、鼓楼街社区、文泉花园社区、仲家沟村、钟家疃村、西三岭子村、东三岭子村、毛家庄子村、饮马池村、后杨村、前杨村、碑坡村、北五里村、蒲家洼村、南五里村、后店子村、徐家疃村、东尹家村、东洼子村、十里庄村、崖上村、大岚张村、后河村、傅家桥村和前店子村。